# Kévin Rimane
Kévin Rimane (Caiena, 23 de fevereiro de 1991) é um futebolista profissional da Guiana Francesa, que atua como defensor.

## Carreira
Kévin Rimane integrou a Seleção da Guiana Francesa de Futebol na Copa Ouro da CONCACAF de 2017.